# Джордж Каннінг
Джордж Каннінг (англ. George Canning; 11 квітня 1770 — 8 серпня 1827) — британський політичний діяч, торі. Був міністром закордонних справ в 1807—1810 і 1822—1827 і прем'єр-міністром у 1827. За нього, під час наполеонівських воєн, був захоплений данський флот і Велика Британія вдерлася на Іспанський півострів. Під час другого терміну на посаді прем'єр-міністра він підтримував національні рухи в Греції і Південній Америці. Коли Веллінгтон, Піл й інші торі відмовилися працювати під його керівництвом, він створив коаліційний уряд з вігами. Помер у своєму робочому кабінеті.

## Ранні роки
Його батько, син ірландського землевласника, своїм одруженням з бідною ірландкою, родичкою Шерідана, налаштував проти себе своїх рідних, тож коли він помер, за рік після народження сина, останній залишився на руках матері, яка не мала жодних коштів. Заради заробітку мати Каннінга пішла на сцену та невдовзі вийшла заміж за актора. Долею хлопчика зацікавився його дядько, багатий банкір Стратфорд Каннінг (батько дипломата Стратфорда де Редкліффа), який і узяв сироту на виховання, влаштувавши його до Ітонської школи.
Тут Каннінг виявив блискучі здібності, які отримали подальше вдосконалення в Оксфордському університеті. Ще юнаком Каннінг звернув на себе увагу Шерідана, Фокса й Берка, але зарано потрапив під вплив Пітта, який у 1793 році зробив його членом палати громад, а у 1796 році призначив його помічником міністра закордонних справ. Ретельно підтримуючи політику Пітта в парламенті, Каннінг виступив її талановитим захисником й у пресі, дієво беручи участь у торійському журналі «Anti-Jacobin».

## Наполеонівські війни
З виходом Пітта з уряду у 1801 році Каннінг перейшов до рішучої опозиції, доводячи необхідність повернення Пітта до влади. У новому кабінеті Пітта Каннінг зайняв посаду скарбничого флоту. З утворенням кабінету Гренвіля Каннінг став одним з головних діячів опозиції, а у наступному, торійському, міністерстві герцога Портлендського (1807) посів пост міністра закордонних справ і почав провадити курс на посилення зв'язків з Іспанією, що протистояла Наполеону.

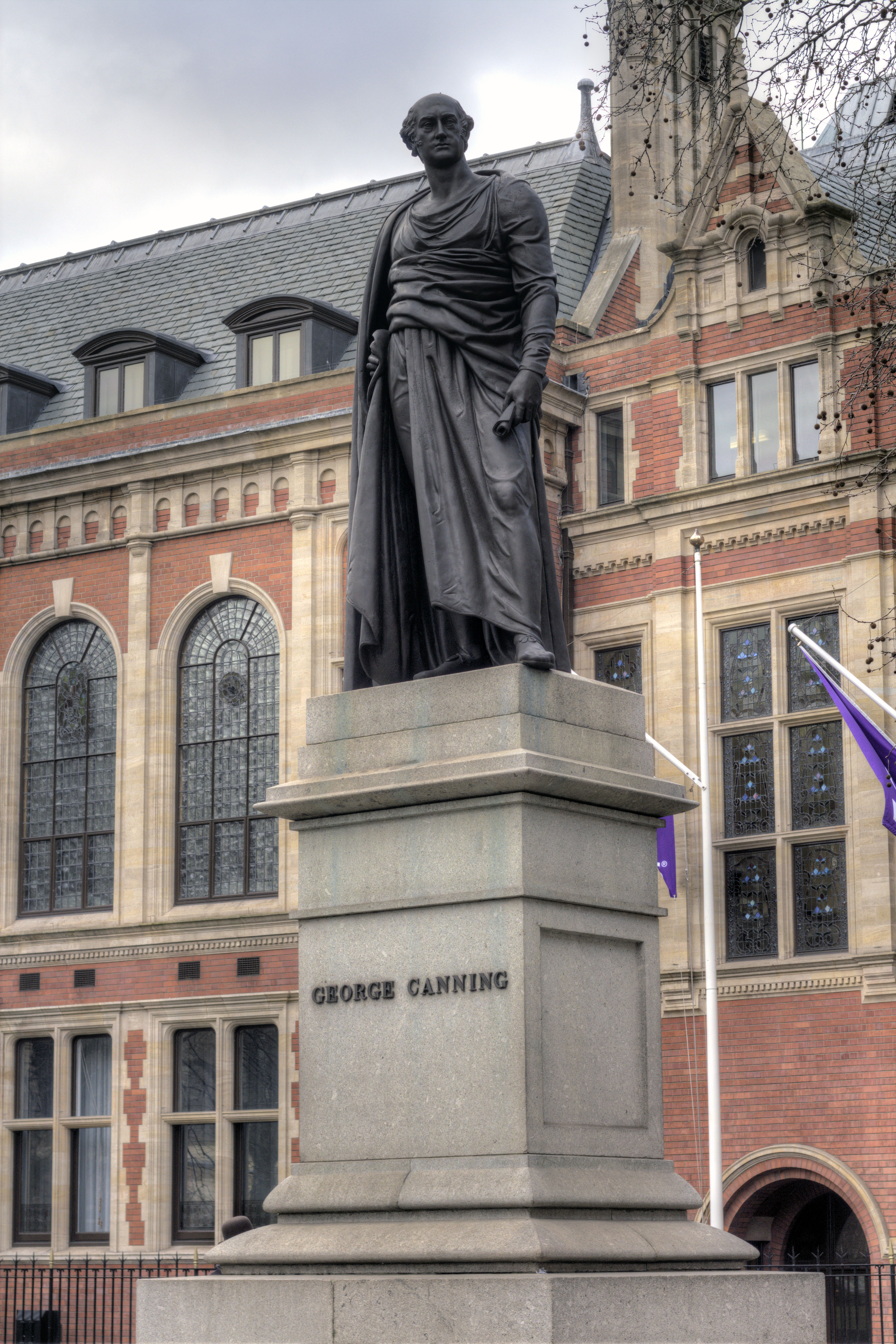
Пам'ятник Каннінгу на Парламентській площі в Лондоні (1832)

Каннінг бачив основний театр бойових дій на Піренеях, а військовий міністр Каслрі відстоював необхідність відкриття другого фронту в Нідерландах. Союзником Каннінга у цій суперечці виступив герцог Веллінгтон, який сподівався замінити Каслрі на посту глави військового відомства. Суперечності посилювались та паралізували роботу уряду. У вересні 1809 року справа дійшла до дуелі з Каслрі, в якій Каннінга було поранено. Це спричинило міністерську кризу. Главою нового кабінету став Персіваль; Каннінг відмовився взяти у ньому участь, не домігшись керівництва торі у нижній палаті.

## Кабінет Каннінга
Тільки у 1816 році Каннінга запросили посісти у кабінеті графа Ліверпуля посаду президента контролю. Коли зі вступом на престол Георга IV було ініційовано процес проти королеви, Каннінг виступив рішучим захисником її прав, чим налаштував проти себе короля і був змушений піти у відставку. У 1822 році Каннінга планували призначити на посаду генерал-губернатора Індії, але перш ніж відбулось це призначення, міністр закордонних справ Каслрі (тоді лорд Лондондеррі) покінчив життя самогубством, і Каннінг посів його місце.
У серпні 1823 року Каннінг запросив посла Сполучених Штатів Річарда Раша і повідомив про важливість вироблення спільних дій США і Великої Британії щодо незалежності колишніх іспанських колоній в Америці. Міністр констатував, що американські колонії втрачені Іспанією безповоротно, тож Штатам і Англії слід визнати їхню незалежність. При цьому Каннінг запевнив Раша, що Англія, не маючи територіальних претензій на ці колонії, не допустить, щоб будь-яка їхня частина була захоплена іншою державою. Як наслідок, 2 грудня 1823 року президент США представив Конгресу так звану Доктрину Монро, основні тези якої сформулював Джон Квінсі Адамс. Таким чином, було заявлено, що США не претендують на втручання у внутрішні справи європейських держав, але категорично заперечують поширення політичної системи цих держав, тобто монархічної системи, на будь-яку частину американських континентів.
На посту міністра закордонних справ Каннінг залишався до квітня 1827 року, коли став главою кабінету. З 1822 до 1827 року Каннінг був найвидатнішим з британських державних діячів й надавав країні величезні послуги своєю твердою політикою, яка забезпечила за Великою Британією впливове міжнародне становище. За нього Велика Британія однією з перших визнала незалежність іспанських провінцій у Латинській Америці й підключилась до боротьби греків за незалежність.
Вважаючи головним завданням своєї політики мир і спокійний розвиток культурних сил країни, Каннінг вперше поставив на тверде підґрунтя політику невтручання до європейських справ, головним актом якої був вихід Великої Британії зі Священного союзу. Каннінг похований у Вестмінстерському абатстві, поряд із Піттом. На посту прем'єр-міністра його змінив давній соратник, герцог Веллінгтон. Син Каннінга, Чарльз Джон, з 1855 року займав пост індійського генерал-губернатора.